# ГЭК «Битола»
Горно-энергетический комбинат «Битола» (макед. Рударско-енергетски комбинат Битола) или ГЭК «Битола» (РЕК Битола) — энергетическая компания в городе Битола (Северная Македония).
Является главным источником электроэнергии в Северной Македонии, обеспечивая более 70 % нужд Северной Македонии в электричестве. Строительство станции велось с 1982 по 1988 годы. Годовая выработка составляет 4,34 млн. МВт•ч. Управление осуществляется Балканской сетью по соответствию нормативным требованиям и борьбе за окружающую среду (BERCEN).

## Описание
ГЭК «Битола» состоит из двух частей: угольной шахты «Суводол» и Битольской ТЭЦ (макед. Термоелектраната Битола) — угольной теплоэлектростанции, расположенной в окрестностях деревни Новаци, в 12 км от г. Битола. В 1980 году здесь началась добыча шлака (в структуру шахты входили экскаватор, укладчик и конвейер), а производство электроэнергии началось в 1982 году, когда был возведён первый блок энергостанции. Всего на станции есть 3 энергоблока: первые 2 введены в эксплуатацию в 1984 году, третий в 1988 году. В среднем электростанция вырабатывает 72 % всей энергии, необходимой Македонии и её энергосистеме.
В Пелагонийском бассейне строится также новая угольная шахта «Брод — Гнеотино», что может продлить срок службы ТЭЦ ещё на 15 лет. Горно-энергетический комбинат «Битола», крупнейший производитель электроэнергии в стране, является дочерним предприятием македонской государственной энергетической компании ЕЛЕМ.